# Gura Vadului
Gura Vadului é uma comuna romena localizada no distrito de Prahova, na região de Muntênia. A comuna possui uma área de 33.03 km² e sua população era de 2469 habitantes segundo o censo de 2007.